# Semiothisa doriteata
Semiothisa doriteata är en fjärilsart som beskrevs av Achille Guenée 1858. Semiothisa doriteata ingår i släktet Semiothisa och familjen mätare. Inga underarter finns listade i Catalogue of Life.